# Америка (футбольный клуб, Сан-Жозе-ду-Риу-Прету)
«Футбольный клуб Аме́рика» (порт.-браз. América Futebol Clube), также называемый «Америка из Риу-Прету» (порт.-браз. América de Rio Preto) — бразильский футбольный клуб из города Сан-Жозе-ду-Риу-Прету, штат Сан-Паулу.

## История
«Футбольный клуб Америка» был основан Антонио Таваресем Перейрой Лимой, работавшем инженером на железной дороге Араракуара. Он и Витор Буонжермино 28 января 1946 года собрали в отеле Сан-Паулу 53 человека, подписавшие документ о создании «Америки». Целью основания клуба было появление в Сан-Жозе-ду-Риу-Прету команды, который бы смог составить конкуренцию другому местному клубу — «Банкариос». Цветами «Америки» были выбраны красный и белый. Маскотом стал дружелюбный Дьявол, называемый Бразинья, чей образ был основан на одном из персонажей комиксов. Все эти символы, а также герб, были вдохновлены символами другой одноимённой бразильской команды — «Америки» из Рио-де-Жанейро. Антонио Таварес Перейра Лима был выбран первым президентом клуба, а Марио Алвес Мендонса занял пост вице-президента. Всего в совет директоров вошли 20 человек. Марио Алвес Медонса также оплатил строительство стадиона, который был назван его именем и введён в эксплуатацию в 1948 году. 
2 февраля 1946 года Америка была зарегистрирована в Федерации футбола Паулиста. А 17 марта провела первый матч против любительской «Ферровиарии» (3:1) в городе Мирасол. В абсолютном большинстве источников указано, что клуб-соперник был из Араракуары, однако клуб с похожим названием появился лишь спустя 14 лет, а одноименное наименование принадлежит спортивному легкоатлетическому клубу. Два года спустя команда начала играть в розыгрышах чемпионатов штата. В 1957 году «Америка» выиграла второй дивизион штата Сан-Паулу и вышла в высшую лигу. Она вылетела в серию B в 1961 году, но уже спустя два сезона возвратилась в элитный дивизион. В 1973 году был завоёван Кубок Непобедимых, вручаемых команде штата с самой долгой беспроигрышной серией. В 1978 году Америка впервые приняла участие в серии А чемпионата Бразилии. 
Судьба команды долгие годы была тесно связана с работой его бывшего игрока — Бенедито Тейшейры. Он пришёл в клубе в год основания. А затем долгое время занимал различные должности, так Тейшейра трудился главным тренером команды, был вице-президентом и спортивным директором. С 1972 года он стал работать в должности президента «Америки» и занимал этот пост 23 года. И за этот период клуб ни раз не вылетел из высшего дивизиона первенства штата. Также он организовал строительство новой аренды «Америки», названной его именем. В 2007 году клуб вылетел из высшего дивизиона чемпионата штата. В 2012 году «Америка» опустилась в третий дивизион, а в 2014 клуб вылетел уже в четвертый дивизион первенства штата Сан-Паулу.